# Фил, Эдита
Эдита Фил (Edyta Fil) — польская флейтистка. Занимается импровизационной музыкой, видео-артом.

## Биография
Закончила Варшавский музыкальный университет имени Фредерика Шопена (1999, класс Эльжбеты Дастых-Шварц) и Страсбургскую консерваторию (ученица Марио Кароли и Клер Жантильом).
Лауреат Всепольского конкурса исполнителей на деревянных духовых инструментах в Ольштыне (1992, вторая премия), международных конкурсов камерной музыки в Кастельфидардо (четвёртая премия) и Клингентале (третья премия). Выступала с сольными концертами в Австрии, Хорватии, Испании, Литве, Латвии, Марокко, России, Швейцарии.
В марте 2009 года концерт Эдиты Фил прошёл в Рахманиновском зале Московской консерватории.
С 2010 года — солистка ансамбля «Галерея актуальной музыки» и солистка Московской государственной академической филармонии.

## В кинематографе
- 2010 — фильм-видеоинсталляция «Перфорированная память» (реж. М. Басов, импровизационный саундтрек — Эдита Фил и Роман Столяр)[2].

## Цитаты
- «Эдита Фил демонстрирует как раз то, чем сейчас знаменита современная польская музыка. Она ориентируется во всех видах музыкального и звукового искусства в целом. Она проявила себя и как представительница жанра перформанс, и как незаурядная артистка спонтанной импровизации. Программа, которую представит Эдита Фил, доказывает её осведомленность в самой разной музыке: итальянский композитор, один из ведущих и совершенно у нас не известных Иван Феделе и композитор Финляндии, живущая во Франции, Кайя Саариахо, которая представляет современный музыкальный авангард, не поддавшийся ни на какие постмодернистские уловки»[1] — Дмитрий Ухов, 2009.